# Julius Megner
Julius Megner (Lebensdaten unbekannt) war ein deutscher Fußballspieler und -funktionär.

## Karriere
Im Jahre 1899 trennten sich einige Männer vom Cannstatter Fußball-Club und gründeten den FC Stuttgarter Kickers, darunter Julius Megner. Megner war als Gründungsmitglied auch Teil der ersten Vorstandschaft des Vereins und fungierte als Zeugwart der Kickers.
Beim ersten Spiel der Vereinsgeschichte, das am 8. Oktober 1899 auf dem Stöckach-Platz gegen den FC Stuttgart 1894 stattfand, kam Megner zum Einsatz. Die Partie endete 11:0 für die Kickers.